# Cantos de Amor
Cantos de Amor é o décimo álbum de estúdio da banda Gipsy Kings, lançado a 4 de Agosto de 1998.
O disco atingiu o nº 1 do Latin Pop, o nº 2 do Top Latin Albums e o nº 3 do Top World Music Albums.
| Críticas profissionais                                                      | Críticas profissionais |
| Avaliações da crítica                                                       | Avaliações da crítica  |
| Fonte                                                                       | Avaliação              |
| --------------------------------------------------------------------------- | ---------------------- |
| Allmusic                                                                    | [ 2 ]                  |
| Esta tabela precisa de ser acompanhada por texto em prosa. Consulte o guia. |                        |

## Faixas
1. "Un Amor" (Gipsy Kings, Reyes) - 3:40
2. "Gitano Soy" (Reyes) - 4:27
3. "A Mi Manera" (Francois, Revaux, Thibault) - 3:52
4. "No Volvere" (Gipsy Kings) - 3:48
5. "Love and Liberté" (Baliardo, Reyes) - 3:52
6. "Quiero Saber" (Gipsy Kings) - 4:10
7. "Mi Corazon" (Baliardo, Reyes) - 4:29
8. "Caminando Por la Calle" (Blades, Gipsy Kings) - 4:17
9. "Madre Mia" (Baliardo, Reyes) - 3:48
10. "Passion" (Gipsy Kings) - 3:01
11. "Hable Me" (Gipsy Kings) - 4:06
12. "Tu Quieres Volver" (Gipsy Kings) - 3:15
13. "Mujer" (Baliardo, Baliardo, Baliardo, Patchaï, Reyes, Reyes, Reyes, Reyes) - 4:15
14. "Trista Pena" (Gipsy Kings) - 4:27
15. "Inspiration" (Gipsy Kings) - 3:28

## Créditos
- Diego Baliardo - Guitarra
- Paco Baliardo - Guitarra
- Tonino Baliardo - Guitarra
- Bernard Balstier - Trompete
- Charles Benarroch - Percussão
- Dominique Droin - Teclados
- Gerard Prevost - Baixo
- Francois Canut Reyes - Vocal
- Nicolás Reyes - Vocal
- Patchai Reyes - Guitarra, vocal
- Paul Reyes - Guitarra, vocal
- Dominique Droin - Piano
- Negrito Trasante-Crocco - Percussão, bateria